# بن النویک
بن النویک (انگلیسی: Ben Alnwick؛ زادهٔ ۱ ژانویهٔ ۱۹۸۷) یک بازیکن فوتبال اهل انگلستان است.